# Parque Nacional Marinho Las Baulas
O Parque Nacional Marinho Las Baulas de Guanacaste ( em castelhano:  Parque Nacional Marino Las Baulas de Guanacaste) é um Parque Nacional da Costa Rica e um Sítio Ramsar. O parque é administrado pela Área de Conservação Tempisque e cobre aproximadamente 167,3 quilômetro quadrados (64,6 sq mi) área marinha da Baía de Tamarindo, próxima ao município de Tamarindo. Ele abriga a maior colônia de desova de tartarugas marinhas na costa do Pacífico das Américas. As fêmeas de tartaruga-de-couro costumam desembarcar em Playa Grande entre outubro e maio para desovar.
Mais da metade do parque é subaquático e protegido, mas ainda permite recreação, como o surfe. O parque tem praias de areia branca e florestas. As florestas abrigam aproximadamente 174 espécies de pássaros e muitos outros animais. O Parque Nacional abrange quatro praias (Carbón, Ventanas, Grande e Langosta), além do estuário do Tamarindo e dos manguezais da foz do rio Matapalo e do estuário do rio São Francisco. Ao norte, também estão incluídos os Cerros Morro e Hermosa.
O local Ramsar do estuário de Tamarindo, anteriormente designado como Refúgio de Vida Selvagem de Tamarindo agora está localizado neste parque nacional.